# Батурин, Григорий Николаевич
Григо́рий Никола́евич Бату́рин (1880, станица Ахтанизовская, Кубанская область — декабрь 1925, Ростов-на-Дону) — советский военный деятель, активный участник Гражданской войны, начальник штаба 50-й Таманской дивизии. Член РКП(б) с 1917 года.

## Биография
Родился на Кубани в станице Ахтанизовской в семье присяжного поверенного. Дед по отцовской линии был казачьим офицером. Отца, за "свободомыслие" после окончания университета лишили казачьего сословия, но Григорий считал себя казаком. В 1898 году окончил Михайловский кадетский корпус. С 1898 года служил в Петербурге в казачьих частях. В 1905 году за связь с партией эсеров, разжалован до рядового и выслан в Тобольскую губернию. В 1914 году призван на фронт, к 1917 году дослужился до чина штабс-капитана, награждён Георгиевским крестом 3-х степеней.
В 1917 году вступил в партию большевиков. С 1918 года занимался формированием Рабоче-крестьянской Красной армии на Таманском фронте гражданской войны. С сентября по декабрь 1918 года — начальник штаба Таманской армии, с декабря 1918 по февраль 1919 года — начдив Таманской стрелковой дивизии, с марта по апрель 1919 года — врид начдива 1-й Особой кавалерийской дивизии, сентября 1919 года — начдив 6-й кавалерийской дивизии. Позже переведён на должность начальника штаба 50-й Таманской дивизии. В 1920 году — начальник штаба Екатеринодарского укреплённого района, по июль 1921 года — начальник Краснодарского гарнизона.
В конце 1921 года переведён в Ростов-на-Дону. Инспектор пехоты Северо-Кавказского военного округа (с 1921 по 1922 годы). Начдив 2-й Донской стрелковой дивизии с апреля 1922 года. Начдив 9-й стрелковой дивизии (с конца 1922 по апрель 1923 года). Вследствие болезни переведён в резерв РККА и направлен военным комиссаром в Славянский военкомат Краснодарского края. 
По невыясненным причинам в декабре 1925 года Батурин застрелился. Похоронен в городе Ростове-на-Дону.

## Память
Именем Григория Николаевича Батурина названа одна из улиц города Ростова-на-Дону и улица в станице Ахтанизовской, где он родился.
.